# Палаццо Альберти (Прато)
Палаццо Альберти (итал. Palazzo degli Alberti, Casone degli Alberti) — историческое здание в центре города Прато, Тоскана, центральная Италия. Памятник архитектуры, наследное владение местной семьи графов Альберти. Ныне здание занимает Сберегательный банк Прато (Cassa di Risparmio di Prato; отделение Banca Popolare di Vicenza). В здании находится значительная коллекция произведений искусства. 

## История
Дворец возник в XIII веке, о чём свидетельствуют следы лоджий и проёмов (позднее закрытых) на фасаде, датируемые тем периодом и выполненные из разновидности тосканского известняка (pietra alberese). Современный вид здания — результат более поздних реставраций, проведённых в конце XV — начале XVI веков. К особенностям этого периода относятся портал, окна с декоративными обрамлениями. На углу палаццо помещён герб семьи Барди ди Вернио, к которой, среди прочих, принадлежала жена Козимо Медичи Старого, Контессина де Барди.
В 1870 году палаццо занял Сберегательный банк Прато. В следующем году здание было отреставрировано и расширено, пока не достигло нынешних размеров. В 2020 году вход в палаццо был разделён: один в отделение банка, второй — в выставочное пространство.

## Художественная галерея дворца
В Палаццо дельи Альберти хранится богатая коллекция картин и скульптур, приобретённых Сберегательным банком на протяжении многих лет. Самой известной работой является «Коронование терновым венцом», приписываемое Караваджо (ок. 1604). Картины эпохи Возрождения включают «Мадонну с Младенцем» (ок. 1436) молодого Филиппо Липпи, «Распятие» (ок. 1505) Джованни Беллини, а также работы Санти ди Тито. Есть также скульптурная группа Лоренцо Бартолини.
Основную часть коллекции составляют картины художников тосканского барокко XVII—XVIII веков: среди представленных художников Маттео Росселли («Моисей, спасенный из вод»), Якопо Виньяли, Джованни Баттиста Ванни, Франческо Фурини («Давид и Голиаф»), Джованни Биливерти («Роже и Анжелика»), Карло Дольчи, Чезаре и Пьетро Дандини, Юстус Сустерманс (Портрет Виттории делла Ровере), Ливио Мехуса, Франческо Конти, Джованни Мартинелли и Козимо Сальвестрини.
В 2013 году сообщалось, что «Banca Popolare di Vicenza» намеревается переместить всю коллекцию в Виченцу. Три главные картины собрания: Беллини, Липпи и Караваджо были переданы в Виченцу ещё в 2010 году, и в то время казалось, что им не суждено вернуться в Прато.
В 2013 году граждане и власти Прато выступили против такого решения и угрозы дальнейшей передачи произведений искусства, добившись от суперинтендантства ограничения на вывоз коллекции. Работы вернулись на историческое место хранения в апреле 2018 года.
Галерея открыта для посещения по предварительной записи.

## Галерея

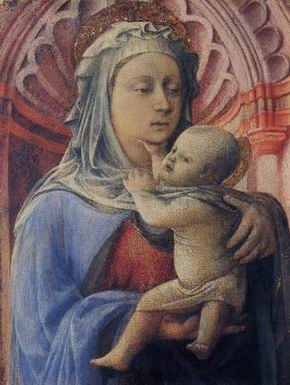
Филиппо Липпи. Мадонна с Младенцем. 1436. Дерево, темпера
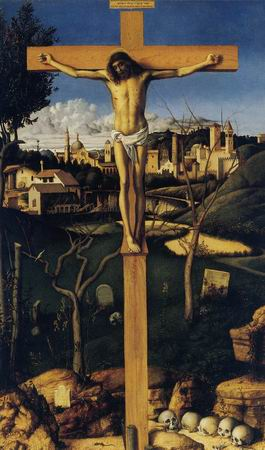
Джованни Беллини. Распятие (Распятие Прато). 1500-е. Дерево, масло
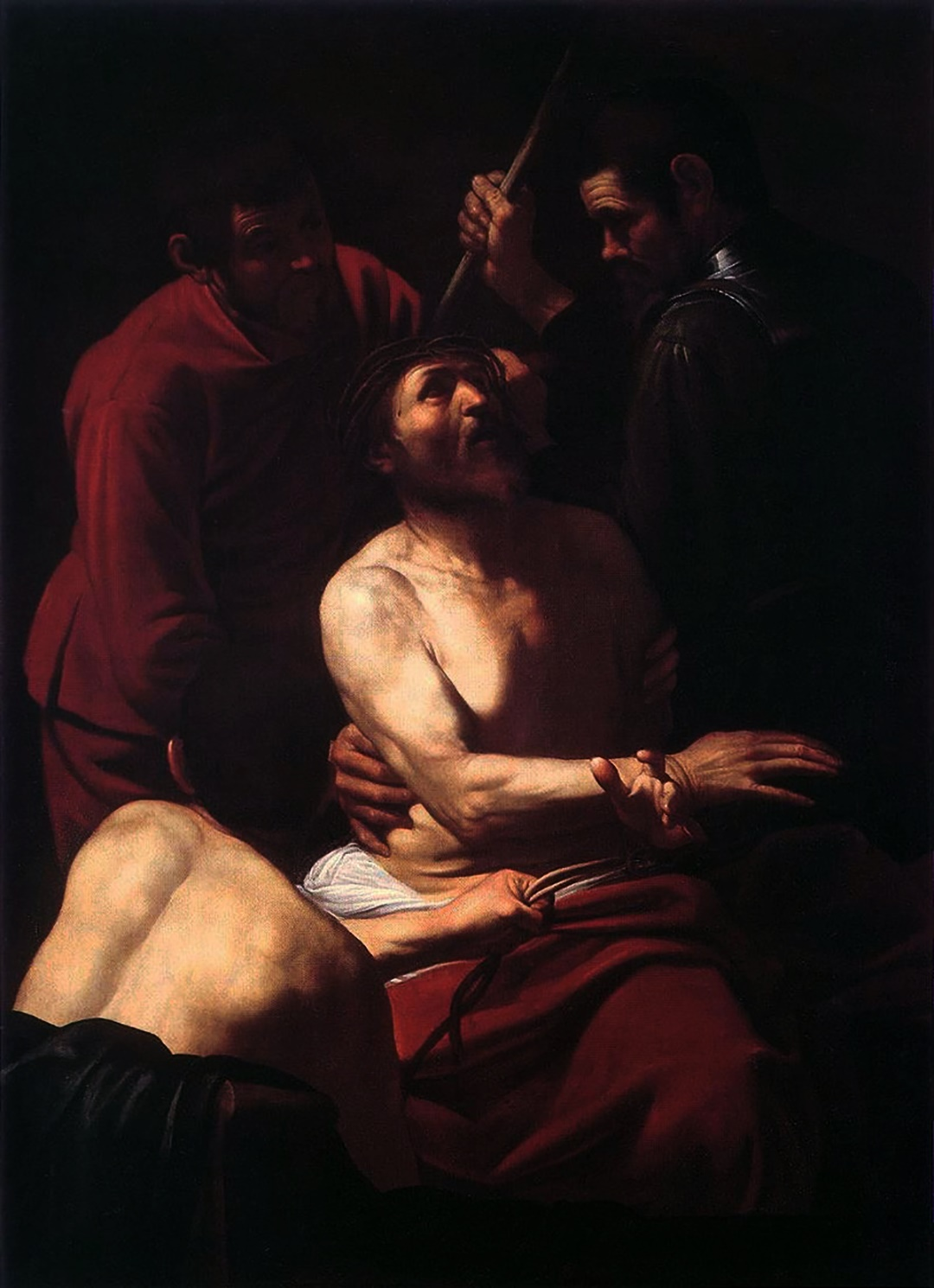
Караваджо. Коронование терновым венцом. Между 1602 и 1603. Холст, масло.
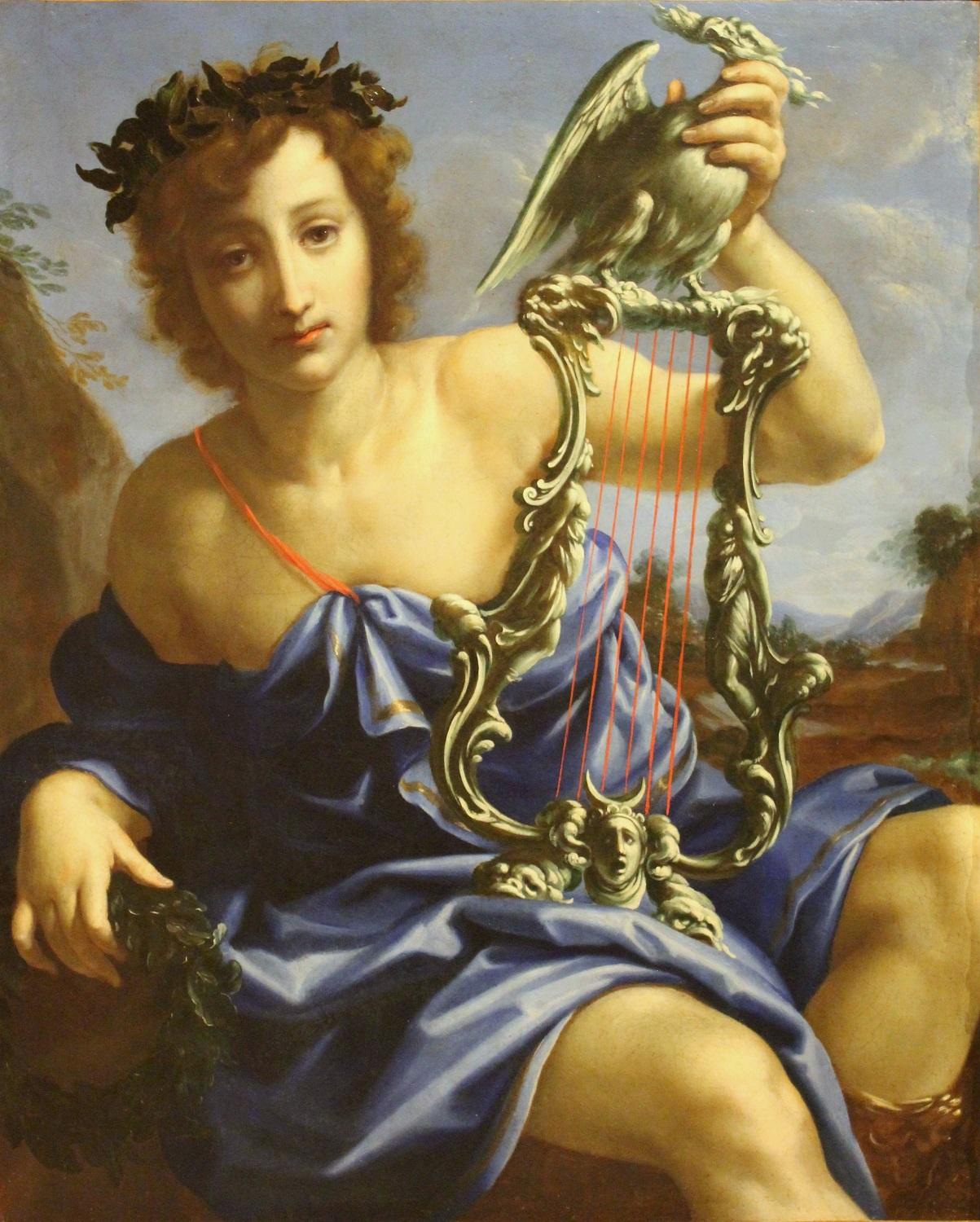
Чезаре Дандини. Aполлон. Ок. 1635. Холст, масло.
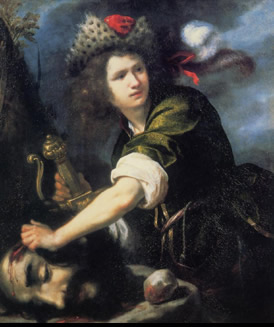
Франческо Фурини. Давид с головой Голиафа. 1630-е. Холст, масло
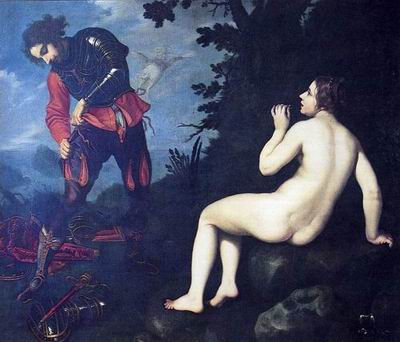
Джованни Биливерти. Роже и Анжелика.
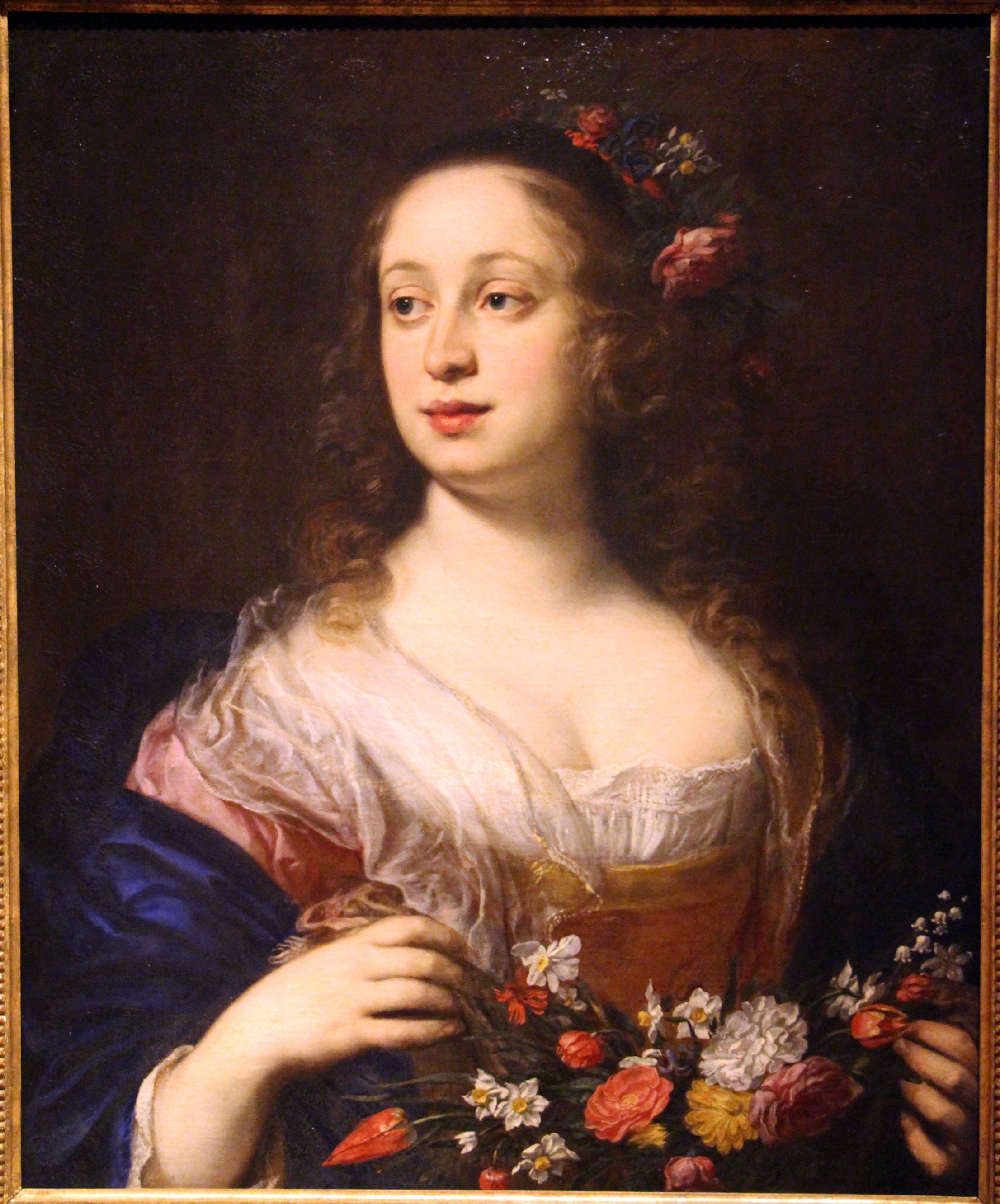
Юстус Сустерманс. Портрет Виттории делла Ровере в образе Флоры (ныне атрибутируется как портрет Изабеллы д'Эсте). 1650-е. Холст, масло